# Лондрина
Лондрина (порт. Londrina) — город и муниципалитет в Бразилии, входит в штат Парана. Составная часть мезорегиона Северо-центральная часть штата Парана. Входит в экономико-статистический микрорегион Лондрина. Население составляет 563 943 человек на 2018 год. Занимает площадь 1650,809 км². Плотность населения — 341,62 чел./км².

## История
Город основан 10 декабря 1934 года.

## Статистика
- Валовой внутренний продукт на 2005 год составляет 6 217 351 000 реалов (данные: Бразильский институт географии и статистики).
- Валовой внутренний продукт на душу населения на 2005 год составляет 12 733,00 реалов (данные: Бразильский институт географии и статистики).
- Индекс развития человеческого потенциала на 2000 год составляет 0,824 (данные: Программа развития ООН).

## География
Климат местности: субтропический. В соответствии с классификацией Кёппена, климат относится к категории Cfa.